# Château de La Mancellière
 (décembre 2020).
Le château de La Mancellière est une bâtisse du XVIIe siècle construite pour Jean Tesson du Pontesson de Montigny, à l'emplacement d'un ancien manoir, à La Mancellière (Manche).

## Localisation
Il existe deux localités de ce nom (en latin : Mancellaria, l'habitation de Mancel) dans le département de la Manche. Celle-ci se trouve dans l'arrondissement de Mortain et le canton d'Isigny-le-Buat.
Le château est situé sur la première route à gauche en quittant la D 48 en direction de la Faverie, dite route de La Pechettière Mancellière.

## Historique
Durant la 8e guerre de Religion, en  1591, la maison de la Mancellière, alors de Rommilly, tenait pour les Ligueurs avec celles de Juvigny, de la Tavelière en son manoir à Husson, de Catherine Mahé, mariée le 3 octobre 1574 avec Jehan de Vauborel († 1612), chevalier, seigneur de Lappentis (Lapenty), Champsegray (Chamsegué), de Saint-Sifforian (Saint-Symphorien) et Buais, en son château de Saint-Symphorien-des-Monts, du  capitaine Tonnerre, du Jardin, de  Grihaudière, du château de Le Mesnil-Tôve, de Coulouvray, de Marcilly et de la Chaise. Le parti du roi Henri IV et de François de Montpensier (1542-1592), duc de Montpensier, comte de Mortain, comprenait les  châteaux d'Isigny, château fort à deux ponts-levis entouré de douves et d'étangs. Propriété de Jean de Brecey seigneur d'Isigny, fidèle au roi Henri IV durant la Ligue (1589-1591), cette place forte reçut 30 soldats lors du siège d'Avranches en 1589, le Bois, Chasseguey, Moissey en Saint-Jean-du-Corail, Fontenay, Milly, Boussentier à Barenton, Martigny, La Cocherie à Lapenty, L'Estang au Buais et les maisons du sieur de la Motte, du sieur de Hautteville, les Genestels au Mesnil-Thébault, enfin la maison de Saint-Christophe. D'un côté onze, de l'autre quatorze châteaux forts.

## Description
Situé sur une esplanade à 160 m d'altitude, sa façade nord est adossée à un coteau dont elle est séparée par un fossé.

### L'ancien manoir
L'acte d'adjudication de la seigneurie de La Mancellière, en 1609, à Tenneguy de Varignières donne une description de l'ancien manoir avec cours, jardins et hébergements, consistant en un grand logis au bout duquel était vers l'est un oratoire ou chapelle, quatre autres corps de logis pour les communs, un colombier à pigeons et plusieurs bâtiments en façon de tours, guérites et éperons, le tout enclos de murailles. En dehors de l'enclos et en haut du jardin se trouvaient les maisons de la métairie contenant le tout ensemble 161 vergées et demie, soit environ 33 hectares.

### Le château

#### Description
À l'origine, le château se trouvait au fond d'une cour bordée de communs à l'est et à l'ouest, et fermée au midi par un mur, remplacé ultérieurement par une grille. Vers 1852, Armand de Tesson fit d'importants travaux d'aménagements, abattant tous les bâtiments de l'ouest pour laisser place à un square en terrasse sur le bord de l'étang. La grille de la cour fut remplacée par un saut de loup et transportée à l'entrée du grand jardin qui est disposé également en terrasse sur la campagne du côté du midi. Les fenêtres du château donnent vue à un panorama d'est en ouest comprenant la flèche de l'église de Montigny, la terre de Montécot en Saint-Cyr-du-Bailleul, les flèches du Teilleul et de Sainte-Anne-du-Buais.
La façade nord du château est flanquée de deux grandes tours carrées, renfermant des escaliers. La plus haute est couronnée d'un petit campanile. La porte d'honneur est surmontée d'un cadran solaire, elle présente un linteau saillant supporté par deux pilastres de granit. De hautes et massives lucarnes rectangulaires, également en granit et à ouvertures cintrées, ont des frontons arrondis et ajourés d'un petit œil-de-bœuf. Ces frontons sont ornés au sommet et sur les côtés de boules en pierre.
L'intérieur comporte de belles boiseries.

### Chapelle
Placée sous le vocable de sainte Marguerite, la chapelle se situe dans l'angle nord-est de la cour. Elle possède un petit campanile et est percée de trois fenêtres, deux grandes à arc déprimé, et une petite carrée au-dessus de la porte. Les linteaux de cette porte et de la petite fenêtre carrée sont ornés d'accolades creuses. Sur les murs sont peints les armes d'alliance des Tesson et des Lorgeril, surmontées d'une couronne de marquis. le chanoine Pigeon dans son Histoire du diocèse d'Avranches (1888) cite cette chapelle du château comme étant en parfait état de conservation et fort bien tenue.

### Dépendances du domaine
Les fermes qui l'entourent immédiatement faisaient toutes parties du domaine :
- au nord : Haut-Manoir, Bas-Manoir ou des Mancellières ;
- à l'est : Bois-Clérice ;
- au sud-est : manoir de La Faverie, transformé en exploitation agricole, il appartenait à la famille Le Marié, reconnaissable aux trois mains sculptées au-dessus de la porte principale.
- au sud-ouest : de la Pichetière et de la Poulinière, ou Pollinière, elles forment avec le bois et la retenue un seul tenant ;
- à l'ouest : les moulins et la ferme de la Roche et la ferme de Chalange. Cet ensemble représentant environ 240 hectares, soit à peu près le tiers de la paroisse.

## Armoiries et devise
- Famille de Romilley : d'azur à deux léopards d'or couronnés et onglés de gueules.
- Famille Tesson de La Mancellière : Fascé de six pièces d'argent et de sinople ; les fasces d'argent chargées de douze mouchetures d'hermines, posées 5, 4 et 3 ; les fasces de sinople chargées chacune d'une chaîne d'or.
  - Devise : « Fidelitas, Honos, Virtus » (« Fidélité, Honneur, Courage »).

## Propriétaires
- ? : famille Mancel.
- ? : famille Frazier.
- 1496 : Jean de Romilley, écuyer, seigneur de La Mancellière, ratifie d'une aumône de  de trois sous de rente, que Guillaume Frazier, écuyer sieur de La Mancellière, avait faite au trésor de cette paroisse pour avoir des ornements à dire la messe en la chapelle Sainte-Marguerite, en date du 17 mai 1496.
- 1551 : Thomas Tesson, marié en premières noces en 1535 à Michelle Lucat de la Retounerye, épouse en secondes noces Françoise d'Argennes.
- 1591 : Maison de Romilley, tenait pour les Ligueurs, avec Julien de Romilley, père de René.
- 1602 : René de Romilley, dernier seigneur de cette famille à La Mancellière, époux de Charlotte Le  Gager, dont les armoiries étaient d'azur, au chevron d'or, accompagné de trois aiglettes au vol abaissé de même.
- 1609 : Tenneguy de Varignières.
- 1653-1655 : Jean Tesson du Pontesson-en-Montigny, fait l'acquisition du grand fief, et la seigneurie de la paroisse de La Mancellière dont son père lui avait légué tous les autres fiefs.
- 1665 : Robert de Tesson, écuyer et son épouse, parents de :
- 1702 : Étienne Julien de Tesson (1702, La Mancellière–1761, Saint-Jean-de-la-Haize), fils de Robert de Tesson, seigneur et patron de la Mancellière et de Suzanne Caillot, et époux d'Élisabeth de La Chambre, baptisée au Mesnil-Tôve le 1er mai 1714, qui héritera du Bois-Herbert et l’apportera à son mari.
- 1770 : Gabriel-Michel Tesson et son épouse Louise de Lorgeril. Elle resta en France lors de la Révolution avec ses deux filles, alors que ses fils qui suivent émigrèrent. Elle fut toutefois considérée comme émigrée[3].
- 1792 : Louis-Auguste Tesson de la Mancellière, officier de chasseurs à cheval, ancien page de Louis XVI et son frère le chevalier Jean-Baptiste Marie de Tesson, tous deux émigrés.
- 1817-1830 : Louis-Auguste de Tesson de La Mancellière, membre du conseil d'arrondissement de Mortain, maire de La Mancellière.
- 1823 : Jean-Baptiste-Marie de Tesson, chevalier, achète le manoir du Bois-Adam.
- 1848-1866 : Armand-Louis de Tesson de La Mancellière, maire de La Mancellière, père de Gabriel de Tesson.
- 1892 : Gabriel de Tesson de La Mancellière.
- Famille Langlois de Septenville

## Chartrier
Les archives du château ne furent pas brûlées à la Révolution, elles seraient donc restées intactes, sans deux prêts importants demandés et obtenus contre la présentation de ces documents originaux en 1778 et 1787. Le premier pour dresser la généalogie du sieur comte de Tesson de la Viéville, seigneur de Monteille, en son château du Mont-à-la-Vigne, cousin-germain de feu Gabriel-Michel Tesson de La Mancellière, et le second afin de faire entrer de minorité dans l'ordre de Malte, le fils cadet du susdit comte de Tesson, écuyer ordinaire de Louis XVI.
Pour satisfaire aux obligations, madame de La Mancellière se sépara des originaux qui furent perdus à Paris durant la Révolution. Il reste néanmoins la généalogie manuscrite de d'Hozier et un mémorial complet pour Malte (chartrier du château du Mont-à-la-Vigne).
Les preuves ainsi apportées par le comte Julien de Tesson, servirent à Louis-Auguste de Tesson de la Mancellière, son neveu à la mode de Bretagne, Julien Jean, comte de Tesson (1745, le Mesnil-Tôve–1824, Monteille). En 1778, il sera reçu écuyer ordinaire du roi Louis XVI car il ne lui restait plus qu'à établir sa filiation avec leur ancêtre commun, Robert de Tesson, grand-père du premier et arrière grand-père du second.

## Fiefs dépendant de la seigneurie
Le terrier du comté de Mortain, dressé par Jean-Baptiste Hauton en 1758, indique cinq fiefs à La Mancellière, qui ont appartenu à la famille de Tesson au XVIIe et XVIIIe siècles :
- le fief de La Mancellière, ou Grand Fief, ou fief du Bois-Frazier, ce dernier nom étant celui du propriétaire après les Mancel. Ce franc-fief terre et seigneurie de La Mancellière se relevait par un huitième de fief de haubert, tenu sous le domaine, duquel était tenues mouvantes et dépendantes les aînesses ou masures qui suivent :
  - Le Coudray, d'une contenance de 30 acres ou 120 vergées ;
  - La Sauvagère, d'une contenance de 30 acres ou 120 vergées ;
  - La Buffonnière, d'une contenance de 30 acres ou 120 vergées ;
  - L'Officière, d'une contenance de 60 acres ou 240 vergées ;
  - La Pichetière, d'une contenance de 17 acres ou 68 vergées ;
  - Le Laisir, d'une contenance de 30 acres ou 120 vergées ;
  - La Pollinière ou Poulinière, d'une contenance de 30 acres ou 120 vergées ;
  - La Faverie, d'une contenance de 30 acres ou 120 vergées ;
  - La Roche, d'une contenance de 8 acres ou 32 vergées ;

représentant un total de 265 acres ou 1 060 vergées, soit environ 216 hectares.
Dans son aveu du 18 mai 1565, René de Romilley dit que dans le domaine non fieffé se trouvent un manoir, un colombier, des garennes, un bois, des taillis, des prairies, des terres labourables et non labourables, un moulin à blé, des étangs, des écluses, etc. Le Moulin est celui de La Roche.                   
- Le fief du Roy, dit aussi fief de La Mancellière, tenu des comtes de Mortain, acquit en 1601 par l'écuyer Mathurin Tesson, se relevait comme domaine fieffé par 100 acres de terre, soit 400 vergées ou environ 82 hectares contenus dans les cinq aînesses ou tènements suivants :
  - La Hersandière ;
  - La Forgerais ;
  - La Gendrée ;
  - La Bretonnière ;
  - La Petite-Mercerie.

- Le fief Grimault ou Crépon, tenu du domaine. La famille Grimault lui donna son nom, Guillaume Grimault fit foi et hommage à Philippe Auguste des fiefs qu'il y tenait en 1203. Une charte de 1294 rappelle l'oblation de Robert Grimault à La Mancellière en faveur de Montmorel[6]. Grimault de Montgothier était en 1295 patron de cette paroisse voisine de La Mancellière. Thomas de Crépon et sa femme, vivant en 1381 héritèrent à cause d'elle de feu Jean Grimault. Ce fief de Grimault ou Crépon s'étendait à deux aînesses fieffées et nommées :
  - Le Chalange pour une contenance de 60 acres ou 240 vergées ;
  - La Provostière pour une contenance de 26 acres ou 104 vergées ;

représentant un total de 86 acres ou 344 vergées, soit environ 70 hectares.
- fief Tirel, tenu sous le fief de Montigny, était une vavassorie, nommée également La Mancellière[7].

Le fief tire son nom de Gautier II Tirel, sire de Poix, courtisan de Guillaume le Roux (1060-1100), roi d'Angleterre en 1087, fils de Guillaume le Conquérant et accusé d'avoir tué son maître à la chasse. Le castrum du Bois-Tirel a été remplacé par un château moderne situé au midi et à trois kilomètres de La Mancellière. Il a appartenu par achat aux Lebrun de Blon, aux Gaudin de Villaine, anciens seigneurs après les Tesson, et par alliance avec eux, de la paroisse du Mesnil-Bœufs. Ce domaine entièrement fieffé, se composait de six aînesses :
- l'aînesse du Bourg de La Mancellière pour 24 acres ou 96 vergées ;
- l'aînesse de la Moustière pour 30 acres ou 120 vergées ;
- l'aînesse de la Miltière pour 30 acres ou 120 vergées ;
- l'aînesse l'Estonnardière (?) pour 32 acres ou 128 vergées ;
- l'aînesse de la Martinière (en Montigny) pour 18 acres ou 72 vergées ;
- La Corvée (en Montigny) pour 4 acres ou 16 vergées ;

L'ensemble représentant un total d'une contenance de 138 acres ou 552 vergées soit environ 113 hectares.
- Le fief du Cocq, tenu aussi de Montigny. Richard Le Cocq donna son nom à ce fief qu'il possédait en 1393 et en rendit hommage à Fraslin d'Isigny, seigneur de Montigny. Il possédait également le fief du Bois-Ferrant dans la paroisse de Moulines.